# Carex anticostensis
Carex anticostensis är en halvgräsart som först beskrevs av Merritt Lyndon Fernald, och fick sitt nu gällande namn av Ernest Lepage. Carex anticostensis ingår i släktet starrar, och familjen halvgräs. Inga underarter finns listade i Catalogue of Life.